# The Flora Sylvatica for Southern India

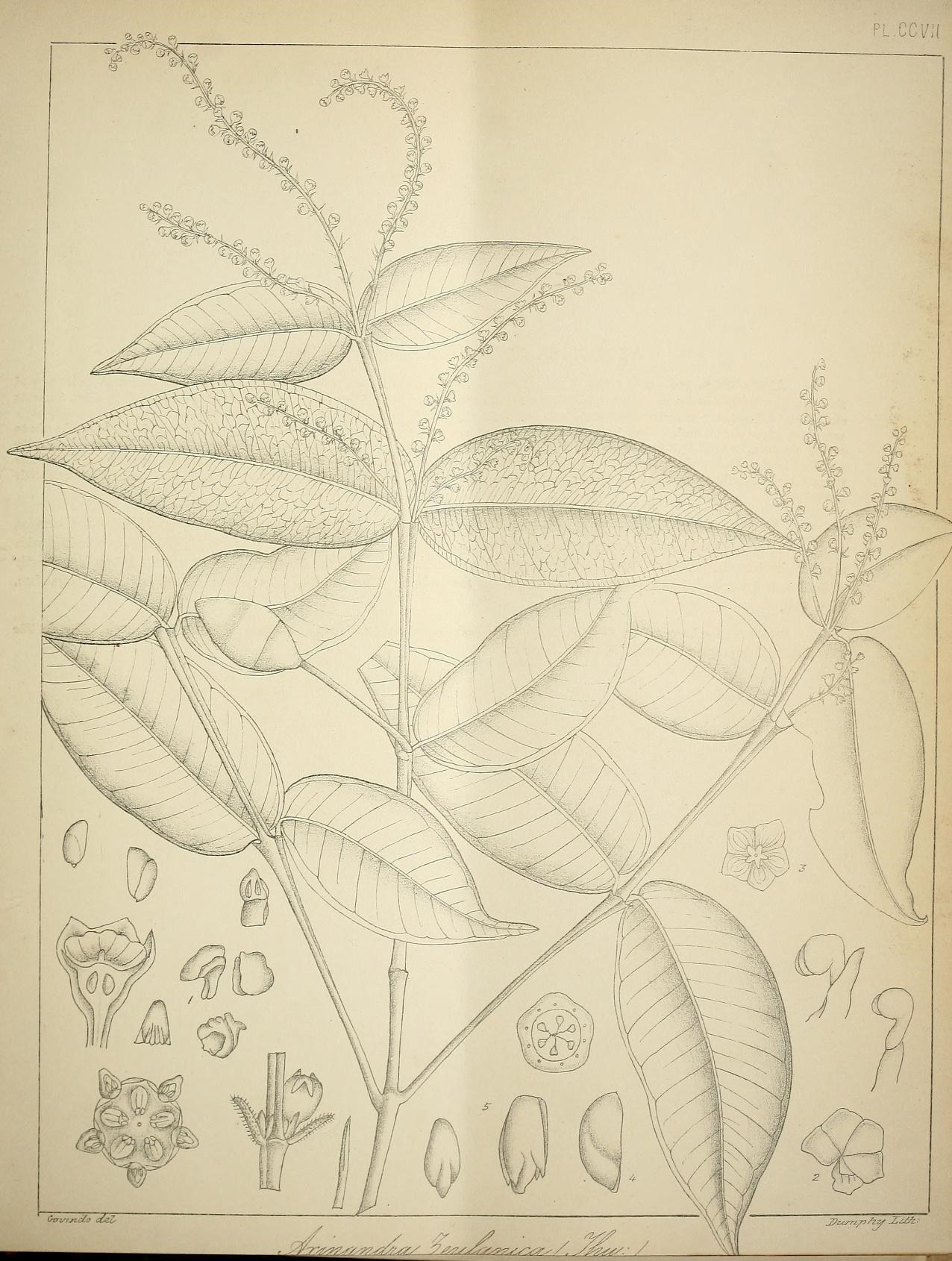
La flora sylvatica para el sur de la India: contiene láminas en cuarto de todos los principales árboles maderables del sur de la India y Ceilán, acompañada de un manual botánico.

The Flora Sylvatica for Southern India (abreviado Fl. Sylv. S. India) es un libro con descripciones botánicas que fue escrito por Richard Henry Beddome y publicado en dos volúmenes en los años  1869-1874.